# Erika Marozsán
Erika Marozsán (1972) actriz húngara de origen alemán. Su primera aparición cinematográfica fue en la exitosa película húngara "évszázad Béketárgyalás, avagy az csütörtökig tarta" ("Las negociaciones de paz - Este siglo tiene una duración hasta el jueves"), lanzado en 1989. Se ha desempeñado principalmente en el cine húngaro, pero también apareció en el thriller de acción Sniper 2 (2002) con Tom Berenger y Bokeem Woodbine, así como Gloomy Sunday y One Day Crossing, que fue nominado a un Oscar en 2001. 
El padre de Marozsan es húngaro-armenio, y su nombre es la versión húngara de nombre de una familia armenia. La abuela materna de Marozsan, Amalia Pincesi (nacida Weisz), era judía. 
Marozsan se graduó de la Academia de Arte Dramático de Budapest y del cine en 1995 y luego se convirtió en miembro de Új Színház ("New Theatre") en Budapest. Sus actrices favoritas son Sophie Marceau y Famke Janssen. 

## Filmografía

### Cine
| Año  | Título                                            | Papel            | Notas                                                    |
| ---- | ------------------------------------------------- | ---------------- | -------------------------------------------------------- |
| 1989 | Béketárgyalás, avagy az évszázad csütörtökig tart | (Actriz)         | Película de hungara.                                     |
| 1999 | Gloomy Sunday - Ein Lied von Liebe und Tod        | Ilona            | "La canción del pianista" o "Domingo triste" en español. |
| 2001 | One Day Crossing                                  | Teresa           | Emitida para festivales de cine.                         |
| 2003 | The Poet                                          | Klinger          | "El poeta" en español.                                   |
| 2005 | Vilniaus getas                                    | Haya             | "Ghetto" en español.                                     |
| 2007 | Feast of Love                                     | Margaret Vekashi | "El juego del amor" en español.                          |
| 2024 | Fekete pont                                       | Palkó Anyukája   | "Lesson Learned" en inglés.                              |

### Televisión
| Año  | Título     | Papel           | Notas                                  |
| ---- | ---------- | --------------- | -------------------------------------- |
| 1993 | Kismadár   | Panni           | Película de televisión hungara.        |
| 2002 | Sniper 2   | Sophia          | "Becket: La última misión" en español. |
| 2024 | Helen Dorn | Svetlana Orlova | Episodio "Todesmut".                   |